# George Ronsse
Georges Ronsse (Antuérpia, 4 de março de 1906-Berchem, 4 de julho de 1969) foi um ciclista belga.
Ganhou a Liège de 1925 com 19 anos . Foi o primeiro corredor que revalidou o seu título de Campeão do Mundo ( 28 e 29 ) .

## Palmarés
1925
- Liège-Bastogne-Liège

1927
- Paris-Roubaix
- Bordéus-Paris
- Scheldeprijs Vlaanderen

1928
- Campeonato Mundial em Estrada
- Paris-Bruxelas

1929
- Campeonato Mundial em Estrada
- Bordéus-Paris
- Campeonato da Bélgica de Ciclocross

1930
- Bordéus-Paris
- GP Wolber
- Campeonato da Bélgica de Ciclocross
- 3.º no Campeonato Mundial em Estrada

1932
- 1 etapa do Tour de France